# Peter Meyer (Lehrer)
Peter Meyer (* 26. November 1888 in Altenwerder; † 28. Juni 1967 in Hamburg) war ein deutscher Lehrer, Schulleiter und Mitglied der Synode.

## Leben und Wirken
Peter Meyer war der Sohn eines Fischers. Er besuchte drei Jahre lang eine Gemeindeschule in seinem Geburtsort und ab 1898 die Realschule Seilerstraße. 1908 bestand er die Reifeprüfung an der Oberrealschule vor dem Holstentor. Anschließend studierte er Mathematik und Physik an der Universität Kiel und der Universität Göttingen, wo er seit 1909 der Burschenschaft Brunsviga angehörte, gefolgt von einer dreimonatigen Praktikantenzeit am Psychologischen Institut in Hamburg, während der er sich mit experimenteller Pädagogik befasste. Anschließend absolvierte Meyer ein praktische Ausbildung zum Oberlehrer mit Lehraufträgen am Reformrealgymnasium an der Königsstraße in Altona und dem Christianeum.
Da er unter einer Herzerkrankung litt, musste Meyer keinen Militärdienst ableisten. Stattdessen arbeitete er von 1914 bis 1919 als Lehrer an Oberrealschulen in Itzehoe und Heide. Anschließend ging er zurück nach Altona, wo er zum 1. April 1920 eine Lehrstelle an der Oberrealschule Altona-Ottensen übernahm. 1927 übernahm er, zunächst als Krankheitsvertretung die Schulleitung, 1931 wurde er zum offiziellen Direktor ernannt. Meyer galt als Lehrer, der sehr gute Lehrmethoden anwendete. Aus diesem Grund arbeitete er im Nebenberuf als naturwissenschaftlicher Fachberater im Provinzialschulkollegium Schleswig mit.
Peter Meyer, der in der heutigen Bernadottestraße wohnte, galt als politisch vom Wilhelminismus und insbesondere der Zeit Otto von Bismarcks geprägt. Er bekannte sich zum Luthertum und übernahm mehrfach Laienämter in der Evangelisch-Lutherischen Kirche, darunter über viele Jahre in der Synode, die Altona betreute. Während der Zeit des Nationalsozialismus lehnte Meyer die NSDAP und deren Gruppierungen strikt ab. Da er zunächst mit ähnlich gesinnten Beamten zusammenarbeitete, sah sich Meyer bis zur Übernahme der Schulverwaltung 1941 durch Albert Henze keinen Denunziationen oder Überwachungsmaßnahmen ausgesetzt. Gemeinsam mit Oberschulrat Herbert Saß ging Henze gegen Meyer vor, den er zu Ostern 1943 als einfachen Lehrer an die Albrecht-Thaer-Schule strafversetzte. Die Versetzung erfolgte im Rahmen strengerer Verfolgung der Swing-Jugend und schärferer Maßnahmen gegen Lehrer und Schulleiter, die der Gestapo verdächtig erschienen, Tätigkeiten der Swing-Jugend oder diese unterstützende Lehrkräfte nicht anzuzeigen. Meyer sei nicht in der Lage gewesen, das Kollegium ausreichend straff zu führen, um unter den Kollegen Einigkeit bezüglich der Weltanschauung der Nationalsozialisten herbeizuführen, so die Begründung der Maßnahme.
Nach Ende des Zweiten Weltkriegs erhielt Meyer am 7. Juli 1945 sein vorheriges Amt zurück. In den Jahren 1945 und 1946 setzte er sich in der Schulpolitik für eine Vereinigung der Pädagogen aller Schulformen ein. Außerdem beteiligte er sich in Ausschüssen, die auf eine Neuaufnahme des Schulbetriebs hinarbeiteten. Da die britische Militärregierung das Schulgebäude der Oberrealschule Altona-Ottensen unter Beschlag hielt, sorgte Meyer für Ersatzunterkünfte, in deinen er einen Dreischichtbetrieb organisierte. Die während dieser Zeit gesammelten Erfahrungen protokollierte er umfangreich; sie stellen ein wichtiges geschichtliches Dokument dar. 1949 übernahm der Pädagoge den Vorsitz des Vereins zur Förderung des mathematischen und naturwissenschaftlichen Unterrichts.
Peter Meyers Dienstzeit endete, ausnahmsweise verlängert um vier Monate, zum 31. März 1954.